# Metschnikowia santaceciliae
Metschnikowia santaceciliae är en svampart som beskrevs av Lachance, J.M. Bowles & Starmer 2003. Metschnikowia santaceciliae ingår i släktet Metschnikowia och familjen Metschnikowiaceae.   Inga underarter finns listade i Catalogue of Life.